# Xylariopsis uenoi
Xylariopsis uenoi är en skalbaggsart som beskrevs av Hayashi 1994. Xylariopsis uenoi ingår i släktet Xylariopsis och familjen långhorningar.
Artens utbredningsområde är Taiwan. Inga underarter finns listade i Catalogue of Life.